# Josef Sieber (Schauspieler)
Josef Sieber (* 28. April 1900 in Witten; † 3. Dezember 1962 in Hamburg) war ein deutscher Schauspieler.

## Leben

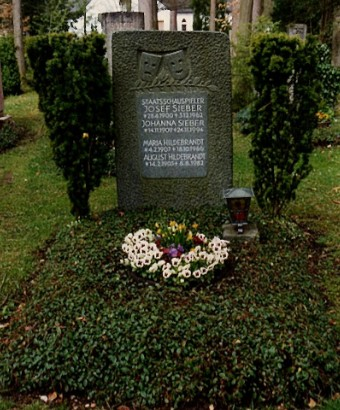
Grabstätte von Josef Sieber

Der Sohn des Schachtmeisters Ludwig Sieber und seiner Ehefrau Anna Maria, geborene Rath, absolvierte eine Schlosserlehre und war dann sieben Jahre Matrose bei der Handelsmarine. 1924 wurde er Schauspieler, zunächst am Städtischen Schauspielhaus Hagen, 1926 am Stadttheater Würzburg und 1927 am Stadttheater Aachen. Von 1931 bis 1933 gehörte er zum Ensemble am Hessischen Landestheater Darmstadt, 1933 bis 1945 an der Volksbühne Berlin. Sieber wurde anlässlich des 50. Geburtstages von Adolf Hitler am 20. April 1939 mit dem Titel „Staatsschauspieler“ ausgezeichnet. Nach dem Krieg spielte er an verschiedenen Berliner Bühnen und war von 1949 bis 1954 an den Hamburger Kammerspielen tätig.
Er wirkte ab 1934 in über 60 deutschen Spielfilmen mit, gelegentlich auch mit Gesangseinlagen, deren bekannteste wohl das Lied Das kann doch einen Seemann nicht erschüttern mit Hans Brausewetter und Heinz Rühmann ist. Sieber stand 1944 in der Gottbegnadeten-Liste des Reichsministeriums für Volksaufklärung und Propaganda.
Der etwas untersetzte Schauspieler, der meist in Nebenrollen auftrat, konnte seine Karriere nach Kriegsende erfolgreich fortsetzen. In der Rolle von bodenständigen Charakteren passte er in die Heimatfilme der fünfziger Jahre, so als Oberförster in Grün ist die Heide oder als braver Knecht Hein Daddel in Die Mädels vom Immenhof. Sieber wirkte ab 1952 auch in Fernsehproduktionen mit, einschließlich zwei Folgen der Fernsehserie Stahlnetz.
Er spielte zur damaligen Zeit als einer der wenigen Schauspieler aus der BRD (wie z. B. Henny Porten) auch in der DDR, bei der
DEFA in Potsdam-Babelsberg, den sehr berührenden Film Tinko, in dem er seine eindrucksvolle Charakterstudie eines alten Bauern zeigen konnte.
Josef Sieber war seit 1935 mit Karola Johanna Hildebrandt verheiratet. Er starb an einem Herzanfall. Seine Grabstelle befand sich auf dem Friedhof in Grünwald bei München. Das Grab ist inzwischen jedoch aufgelassen.

## Filmografie
- 1934: Ein Mann will nach Deutschland
- 1934: Pappi
- 1935: Punks kommt aus Amerika
- 1935: Zigeunerbaron
- 1935: Das Mädchen Johanna
- 1936: Die letzten Vier von Santa Cruz
- 1936: Du bist mein Glück
- 1936: Hummel - Hummel
- 1937: Menschen ohne Vaterland
- 1937: Das Geheimnis um Betty Bonn
- 1938: Kameraden auf See
- 1938: Mordsache Holm
- 1938: Verwehte Spuren
- 1938: Nordlicht
- 1938: Das Verlegenheitskind
- 1939: Wasser für Canitoga
- 1939: Hochzeit mit Hindernissen
- 1939: Mann für Mann
- 1939: Paradies der Junggesellen
- 1939: Robert Koch, der Bekämpfer des Todes
- 1940: Die 3 Codonas
- 1940: Achtung! Feind hört mit!
- 1940: Das Herz der Königin
- 1940: Kora Terry
- 1940: Wunschkonzert (Gesangsauftritt)
- 1941: Männerwirtschaft
- 1941: U-Boote westwärts!
- 1941: Menschen im Sturm
- 1942: Das große Spiel
- 1942: Diesel
- 1943: Liebe, Leidenschaft und Leid
- 1943: Die Jungfern vom Bischofsberg
- 1943: Paracelsus
- 1943: Tonelli
- 1943: Um 9 kommt Harald
- 1943: Die goldene Spinne
- 1943/47: Jan und die Schwindlerin
- 1944: Das war mein Leben
- 1944: Junge Adler
- 1944: Schicksal am Strom
- 1945: Der stumme Gast
- 1948: Morituri
- 1948: Und wieder 48
- 1948: Vor uns liegt das Leben
- 1949: Die letzte Nacht
- 1949: Artistenblut
- 1949: Hafenmelodie
- 1949: Kätchen für alles
- 1949: Das Geheimnis des Hohen Falken
- 1949: Schatten der Nacht
- 1950: Fünf unter Verdacht
- 1950: Furioso
- 1950: Glück aus Ohio
- 1951: Hilfe, ich bin unsichtbar!
- 1951: Verträumte Tage
- 1951: Kommen Sie am Ersten
- 1951: Grün ist die Heide
- 1952: Klettermaxe
- 1952: Tausend rote Rosen blühn
- 1952: Bis wir uns wiederseh’n
- 1952: Lockende Sterne
- 1952: Stille Nacht, Heilige Nacht (Fernsehen)
- 1953: Keine Angst vor großen Tieren
- 1953: Das Nachtgespenst
- 1953: Ave Maria
- 1954: Meines Vaters Pferde I. Teil Lena und Nicoline
- 1954: Meines Vaters Pferde II. Teil Seine dritte Frau
- 1954: Sanatorium total verrückt
- 1954: Morgengrauen
- 1954: Heideschulmeister Uwe Karsten
- 1954: Ein Mädchen aus Paris
- 1955: Heldentum nach Ladenschluß
- 1955: Die Mädels vom Immenhof
- 1955: Suchkind 312
- 1955: Urlaub auf Ehrenwort
- 1956: Hochzeit auf Immenhof
- 1956: Tinko
- 1957: Ferien auf Immenhof
- 1958: Ein gewisser Judas (Fernsehfilm)
- 1958: Der Schäfer vom Trutzberg
- 1958: Stahlnetz: Sechs unter Verdacht (Fernsehserie)
- 1959: Der Rest ist Schweigen
- 1959: Napoleon in New Orleans (Fernsehfilm)
- 1960: Der Untergang der Freiheit (Fernsehfilm)
- 1960: Wenn die Heide blüht
- 1960: Die Friedhöfe (Fernsehfilm)
- 1960: Die Dame ist nicht fürs Feuer (Fernsehfilm)
- 1960: Stahlnetz: Die Zeugin im grünen Rock
- 1960: Adieu, Prinzessin (Fernseh-Dreiteiler)
- 1961: Ein wahrer Held (Fernsehfilm)
- 1961: Drei Mann in einem Boot
- 1962: Die Revolution entläßt ihre Kinder (Fernseh-Dreiteiler)
- 1962: Heiraten ist immer ein Risiko (Fernsehfilm)
- 1962: Der Gefangene (Fernsehfilm)

## Hörspiele (Auswahl)
- 1946: Carl Zuckmayer: Katharina Knie – Regie: Hannes Küpper (Berliner Rundfunk)
- 1947: Friedrich Karl Kaul: Einer von vielen – Regie: Alfred Braun (Berliner Rundfunk)
- 1947: Bernhard Zebrowski: Abschied von Shanghai – Regie: Hannes Küpper (Berliner Rundfunk)
- 1947: Erich Kästner: Ringelspiel 1947 – Regie: Hanns Korngiebel (RIAS Berlin)
- 1962: Philip Levene: Terra Incognita (8 Teile) (Gärtner Cooper) – Regie: Wilm ten Haaf (Original-Hörspiel, Kriminalhörspiel, Science-Fiction-Hörspiel – BR)